# Messina Challenger 1983
Il Messina Challenger 1983 è stato un torneo di tennis facente parte della categoria ATP Challenger Series nell'ambito dell'ATP Challenger Series 1983. Il torneo si è giocato a Messina in Italia dal 5 all'11 settembre 1983 su campi in terra rossa.

## Vincitori

### Singolare
Mario Martínez ha battuto in finale  Patrice Kuchna con il punteggio di 6–7, 6–0, 9–7

### Doppio
Carlos Gattiker /  Alejandro Gattiker hanno battuto in finale  Juan Aguilera /  Pablo Arraya con il punteggio di 7–5, 6–2